# متنزه نورثويك

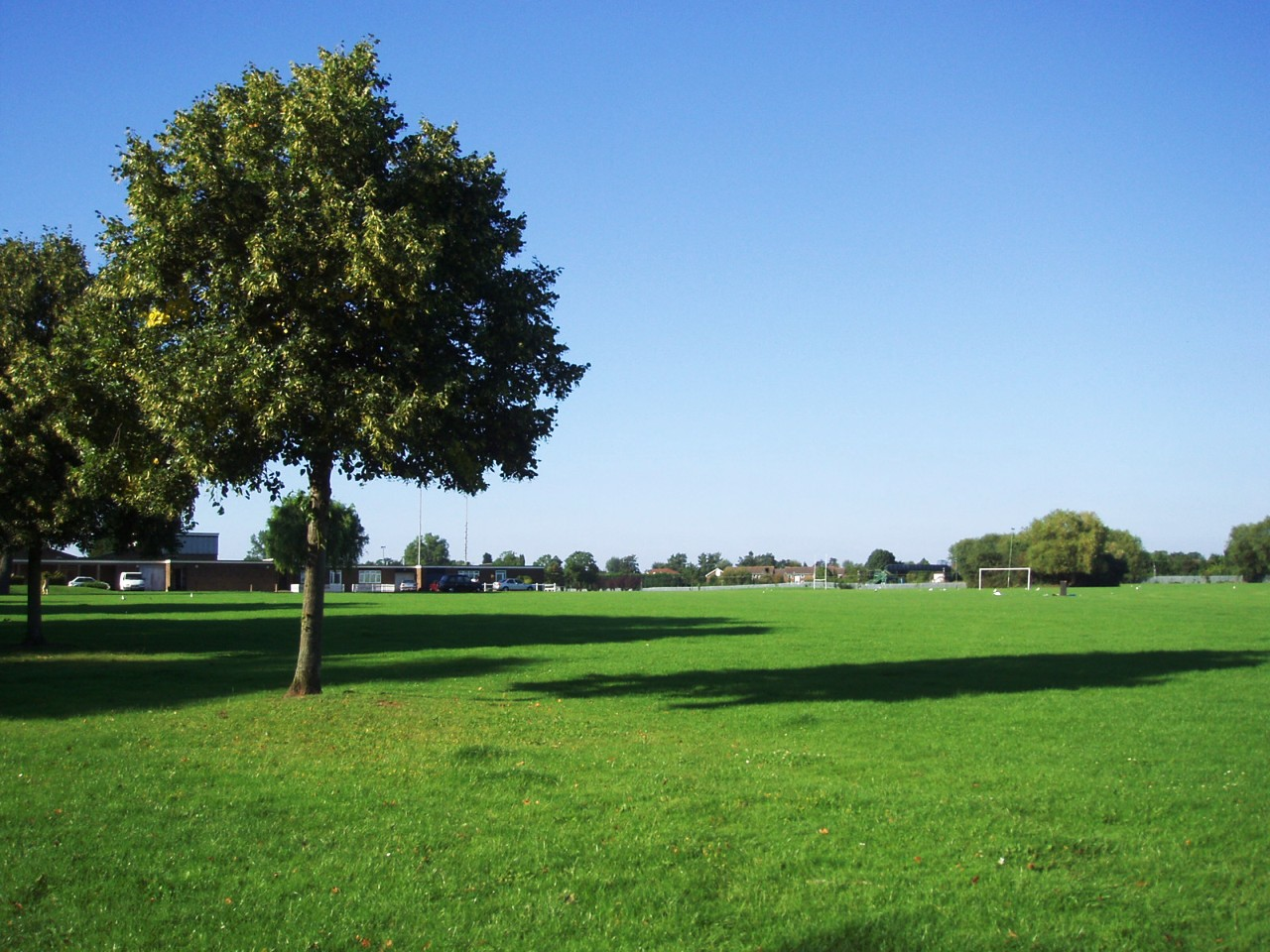
نورثويك بارك

متنزه نورثويك (بالإنجليزية: Northwick Park) هي حديقة عامة خضراء كبيرة بين هارو وكينتون في شمال غرب لندن، وتشكل جزءًا من منطقة برينت في لندن. تتكون معظم الحديقة من ملاعب. وهو أيضًا اسم الجناح الانتخابي في برنت الذي يغطي المنتزه والمنطقة المحيطة بمحطته التي تحمل الاسم نفسه ومعظم شمال ويمبلي.
كانت الحديقة في الأصل عبارة عن ملكية كجزء من مزرعة Sheepcote في قصر هارو، وسميت باسم سيدها نورثويك. استحوذ مجلس مقاطعة ميدلسكس على 192 فدانًا من الأراضي في الثلاثينيات من القرن الماضي لزراعة الأشجار وإنشاء منظر طبيعي للتحوطات القائمة. تضاءلت مساحة الأماكن العامة المفتوحة منذ ذلك الحين، ويرجع ذلك جزئيًا إلى بناء مستشفى نورثويك بارك، أحد مستشفيات NHS الرئيسية. في وقت لاحق من عام 2006، تم افتتاح ملعب غولف كبير مملوك للقطاع الخاص يسمى Playgolf Northwick Park، والذي تم التصويت عليه كأول ملعب جولف مكون من 9 حفر في المملكة المتحدة في عام 2009 من قبل مجلة National Golfers Magazine. حتى الحرب العالمية الثانية، كان هناك ملعب سابق للجولف على الأرض التي يغطيها الآن حرم جامعة وستمنستر هارو.
من عام 1987 إلى عام 1991، كانت هناك مقترحات لتغيير حدود السلطة المحلية والتي تضمنت نقل نورثويك بارك إلى منطقة لندن بورو في هارو، والتي اعترض عليها مجلس برنت لندن بورو. ورُفضت المقترحات في نهاية المطاف.
تضم نورثويك بارك اليوم تسعة ملاعب قياسية وثلاثة ملاعب كريكيت واثنين من ملاعب كرة القدم الغيلية ومنطقتين للطيران وثماني مناطق للكرة اللينة. تتكون الحديقة أيضًا من جناح بمساحة 1133 مترًا مربعًا - مبني من الطوب ومن طابق واحد تم تشييده حوالي عام 1950 مع قاعة ومنطقة فرعية للرياضة وموقف سيارات مخصص. كما تم التعاقد مع الجناح للتصوير.
إلى الغرب من نورثويك بارك، عبر طريق واتفورد، توجد حقول لعب مدرسة هارو.

## معرض

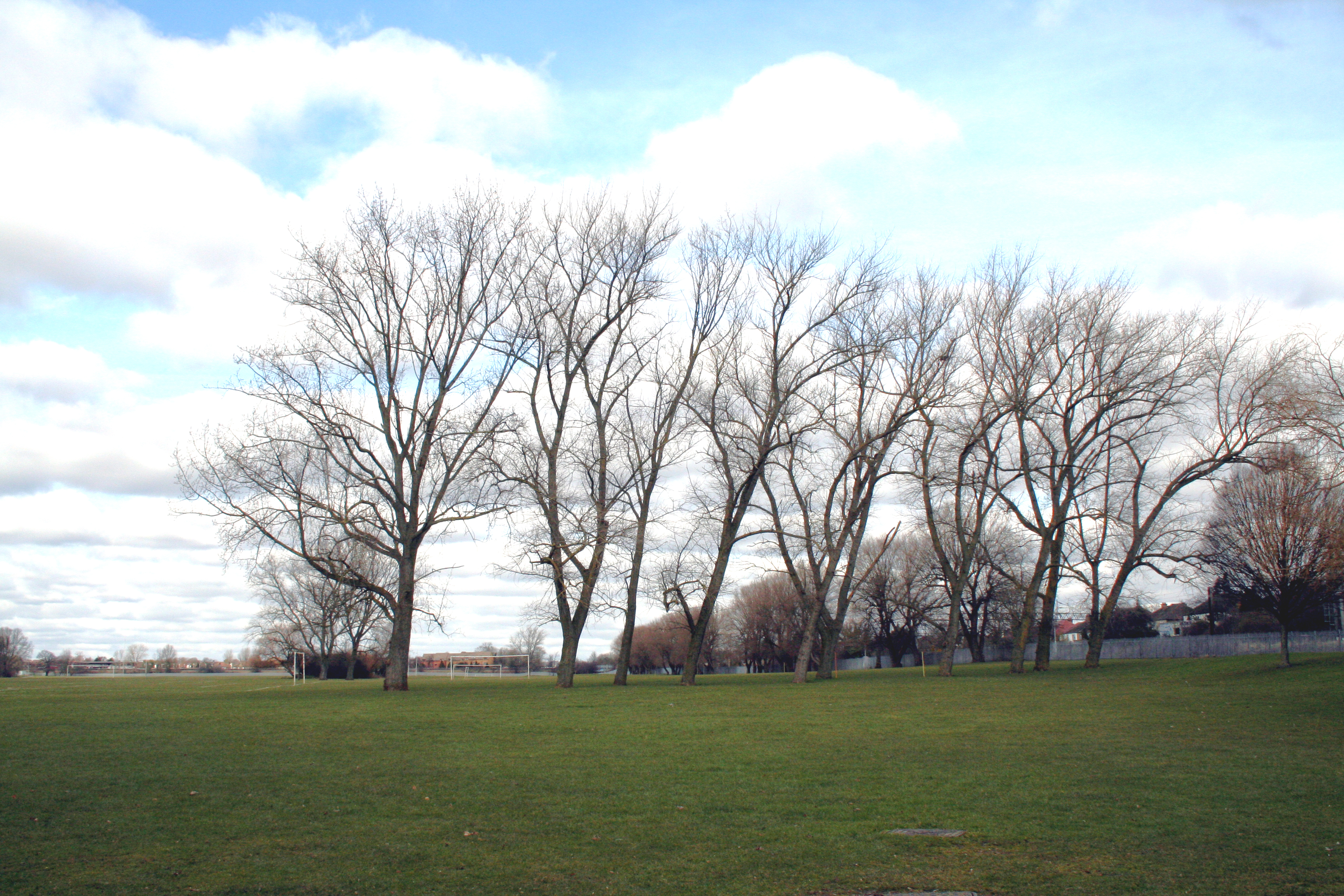
الأشجار وملاعب كرة القدم في نورثويك بارك
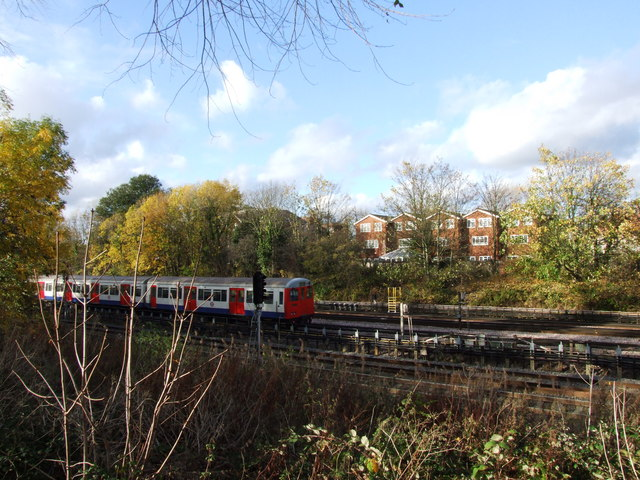
قطار خط متروبوليتان يركب إلى شمال المنتزه
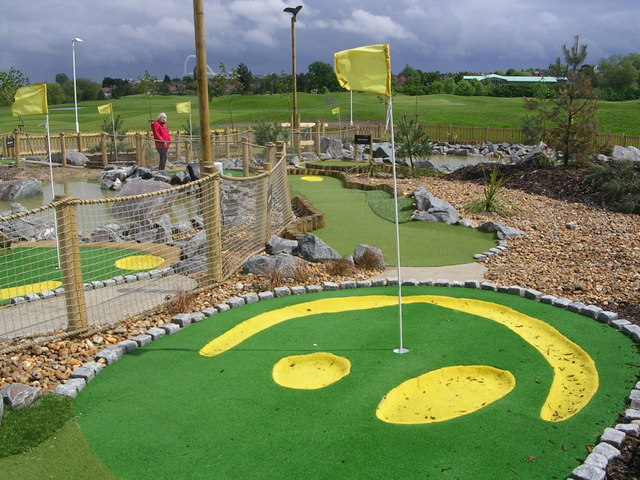
داخل ملعب الجولف
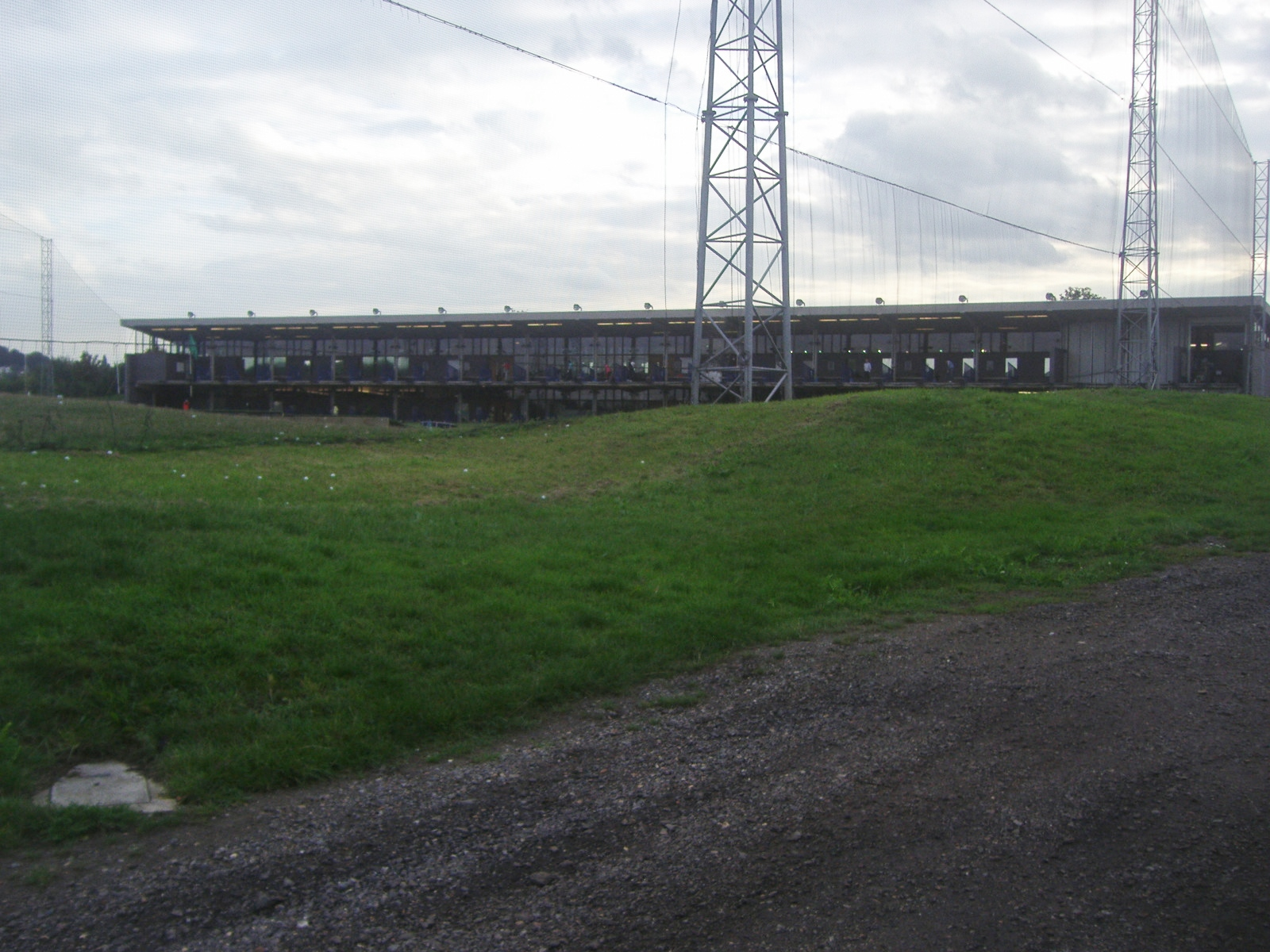
نطاق القيادة في ملعب الجولف
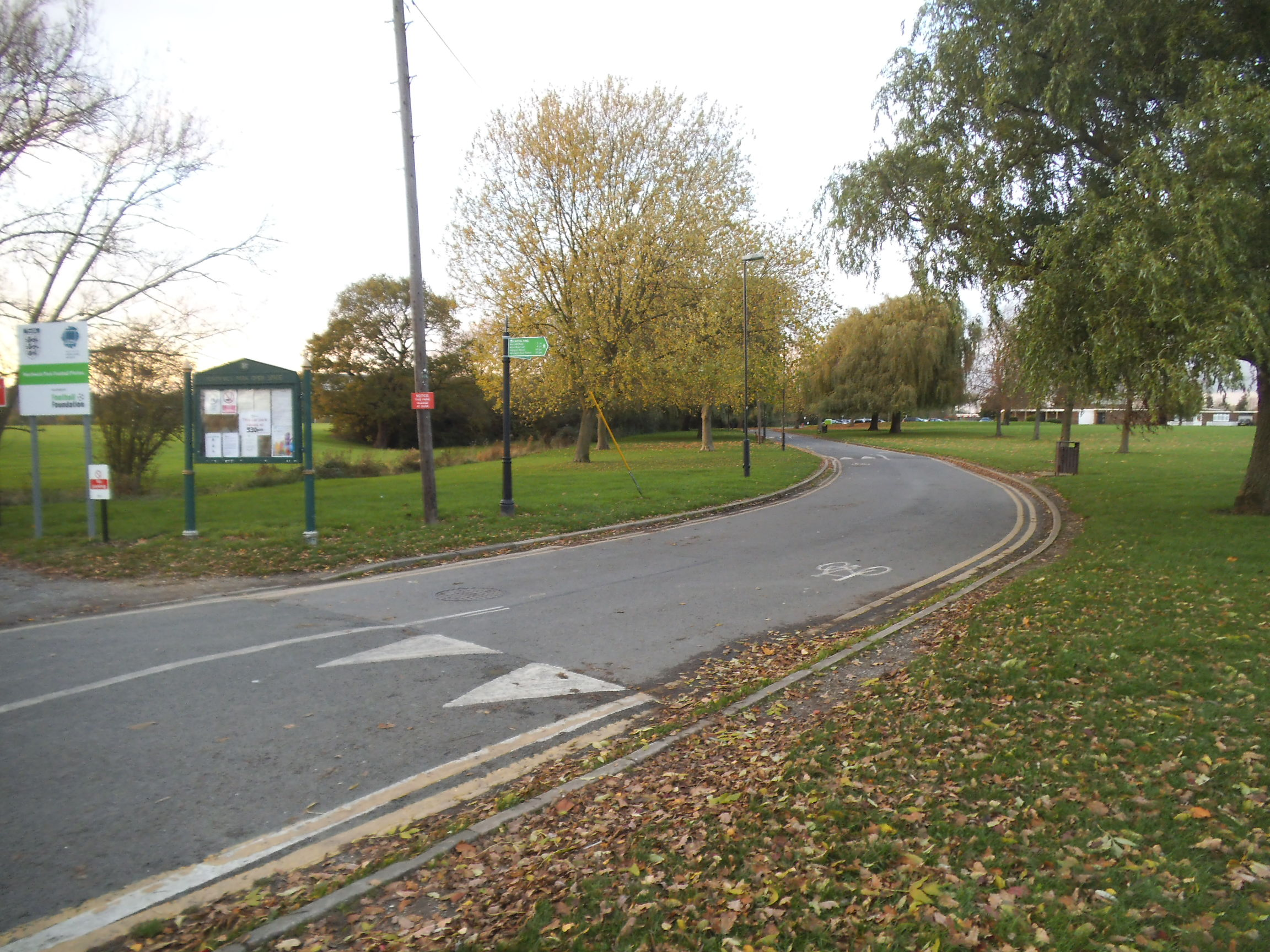
نورثويك بارك
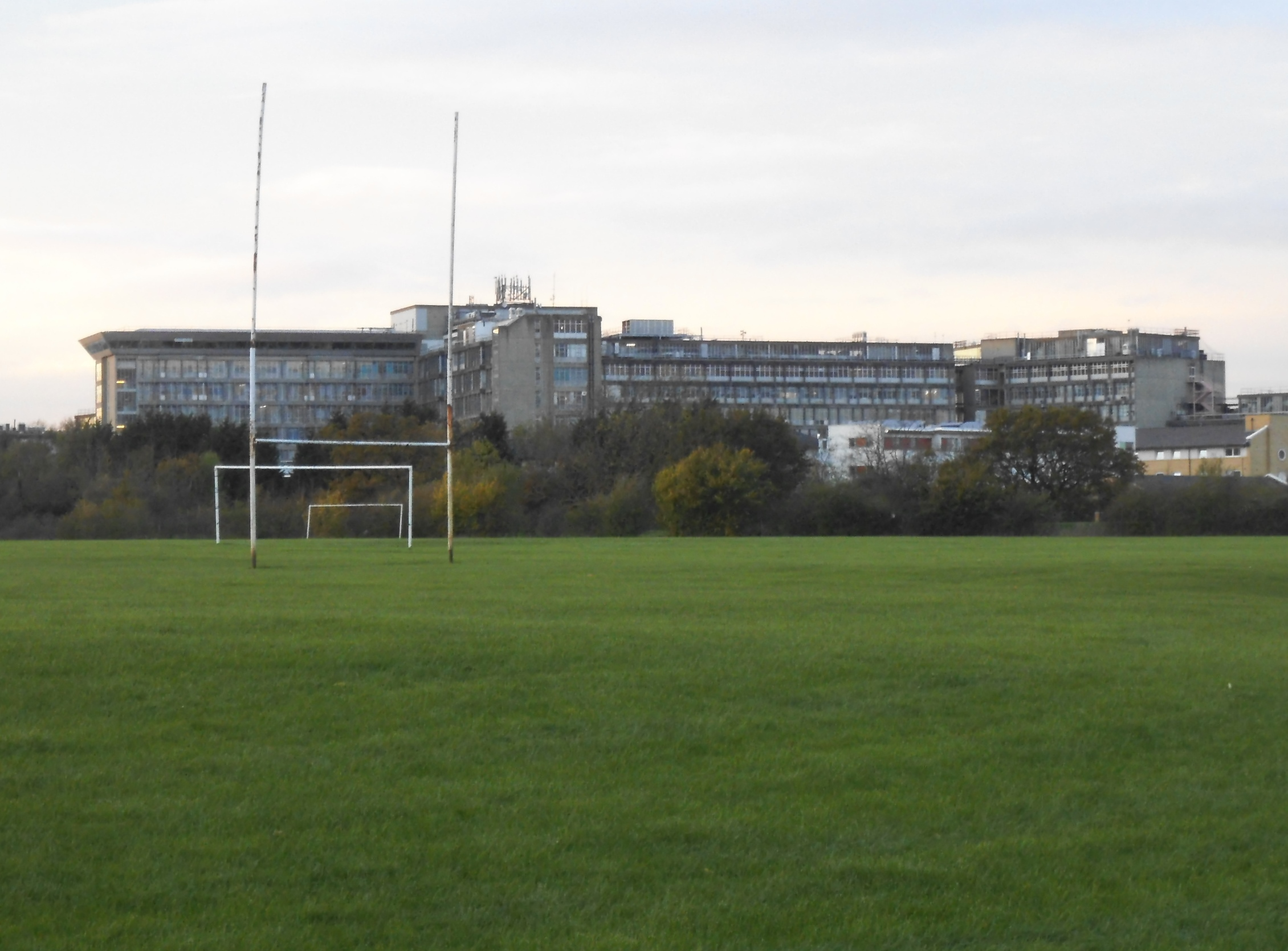
مستشفى نورثويك بارك كما يُرى من نورثويك بارك